# Élections législatives grecques de 1923
Les élections législatives grecques anticipées du 2 décembre 1923 élurent les membres du parlement grec. Elles ont abouti à une victoire éclatante des républicains menés par le Parti libéral d'Elefthérios Venizélos. Elles ont précipité la chute du roi Georges II, permettant ainsi l'instauration de la Deuxième République hellénique quelques mois après.

## Fonctionnement du scrutin
Conformément à la constitution de 1864, les élections se déroulèrent au suffrage masculin direct et secret. Depuis 1877, hormis quelques exceptions, tous les hommes de plus de 21 ans étaient électeurs. Les députés étaient répartis en proportion de la population de la province : un député pour 10 000 habitants ; avec un minimum de 150 députés. Une loi de 1862 stipulait de plus que les Grecs « hétérochtones » (vivant hors des frontières du pays, à l'inverse des « autochtones » vivant à l'intérieur) étaient aussi électeurs.
Les députés étaient élus à la majorité absolue, au niveau provincial. Chaque électeur disposait d'autant de votes qu'il y avait de candidats. Les électeurs, la plupart analphabètes, ne votaient pas avec des bulletins, mais avec des boules de plomb. Il y avait autant d'urnes qu'il y avait de candidats. L'électeur glissait la main dans l'urne et plaçait sa boule soit à droite (partie blanche, inscrite « oui »), soit à gauche (partie noire, inscrite « non »). Les urnes étaient en acier recouvert de laine pour éviter qu'un bruit quelconque informe de la façon dont l'électeur avait voté. Le député qui avait obtenu la majorité (en principe), mais proportionnellement le plus de voix (dans la réalité) était élu. Les élections de 1923 furent les dernières à utiliser ce système.

## Contexte

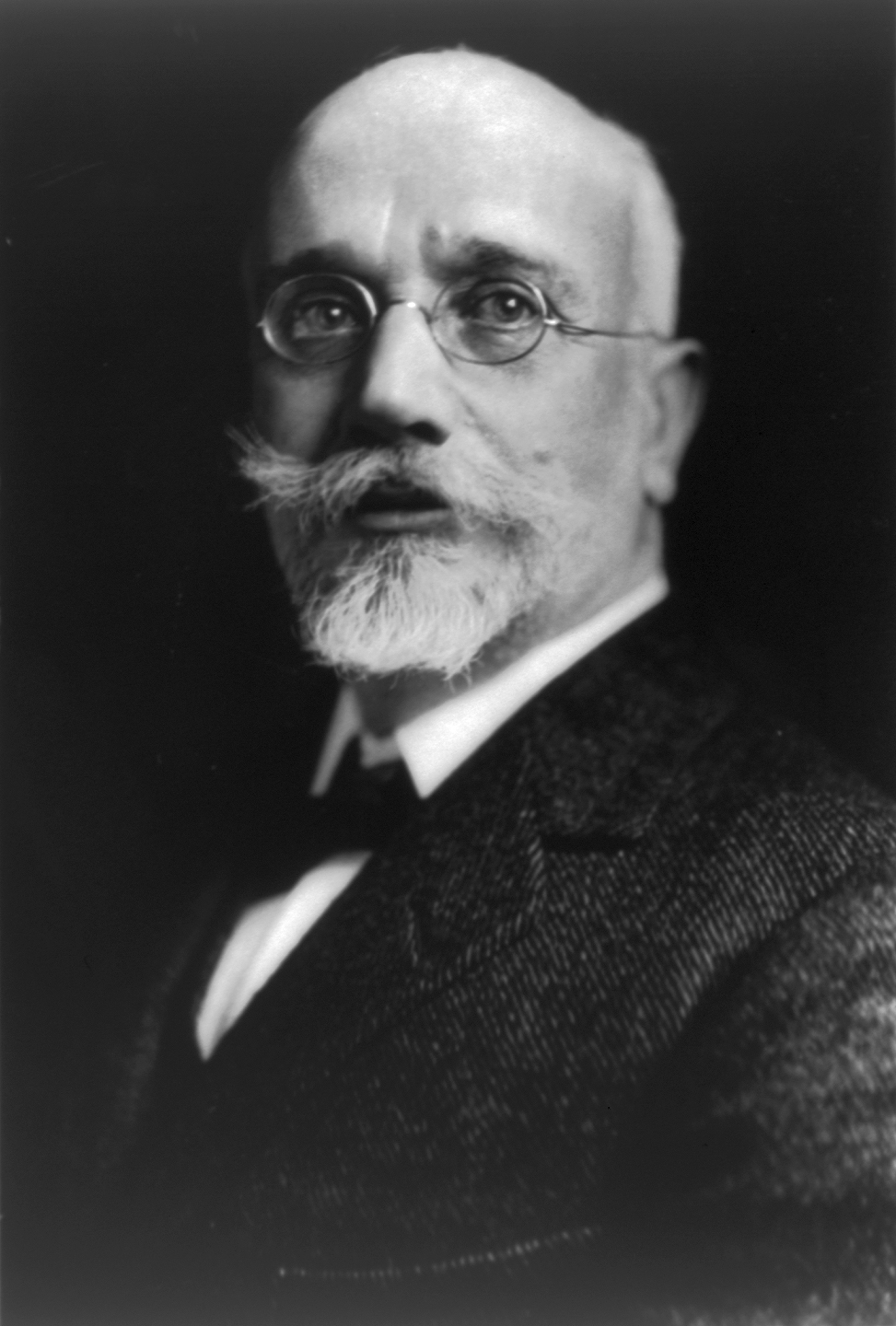
Elefthérios Venizélos

Avec la défaite des forces grecques face aux nationalistes turcs commandés par Mustafa Kemal Atatürk en 1922, une partie de l'armée hellène se soulève et pousse le roi Constantin Ier à abdiquer en faveur de son fils Georges. Le gouvernement royaliste, accusé d'être responsable de la Catastrophe d'Asie mineure, est démis de ses fonctions et le Parlement est dissous. Après quelques mois au pouvoir, le 18 octobre 1923, les vénizélistes convoquent de nouvelles élections législatives à la date du 2 décembre. 
Face à la montée en puissance des républicains, une tentative de coup d'État monarchiste se produit le 22 octobre 1923. Cependant, le putsch est un échec pour les royalistes et il aboutit au discrédit de Georges II et de ses partisans.

## Résultats
Il y avait 398 sièges à pourvoir.
Les élections législatives organisées le 2 décembre 1923 sont un succès pour les républicains, et particulièrement pour les vénizélistes qui remportent 250 des 398 sièges de l'Assemblée nationale. Conscients de leur défaite inévitable, les monarchistes ont quant à eux choisi de boycotter la consultation populaire et ne sont pas représentés au nouveau parlement.
| Parti libéral                                               | 250 |
| Union démocratique et Libéraux démocrates                   | 120 |
| Démocrates indépendants                                     | 7   |
| Antivénizélistes                                            | 7   |
| Parti agricole                                              | 3   |
| Juifs de Thessalonique                                      | 3   |
| Musulmans de Thrace occidentale                             | 3   |
| Indépendant                                                 | 1   |
| Socialiste                                                  | 1   |
| Total                                                       | 398 |
| Source : Pantelis, Koutsoubinas, Gerapetritis, 2010, p. 857 |     |

Georges II est contraint à l'exil et l'amiral Pávlos Koundouriótis est nommé régent en attendant la chute de la monarchie. Le nouveau Parlement se réunit pour la première fois le 2 janvier 1924 et Georgios Kaphantaris est nommé Premier ministre avant d'être remplacé par Alexandros Papanastasiou le 24 mars. Le lendemain, le Parlement vote l'instauration de la Deuxième République hellénique et un référendum organisé le 13 avril confirme cette évolution.